# Spa FC

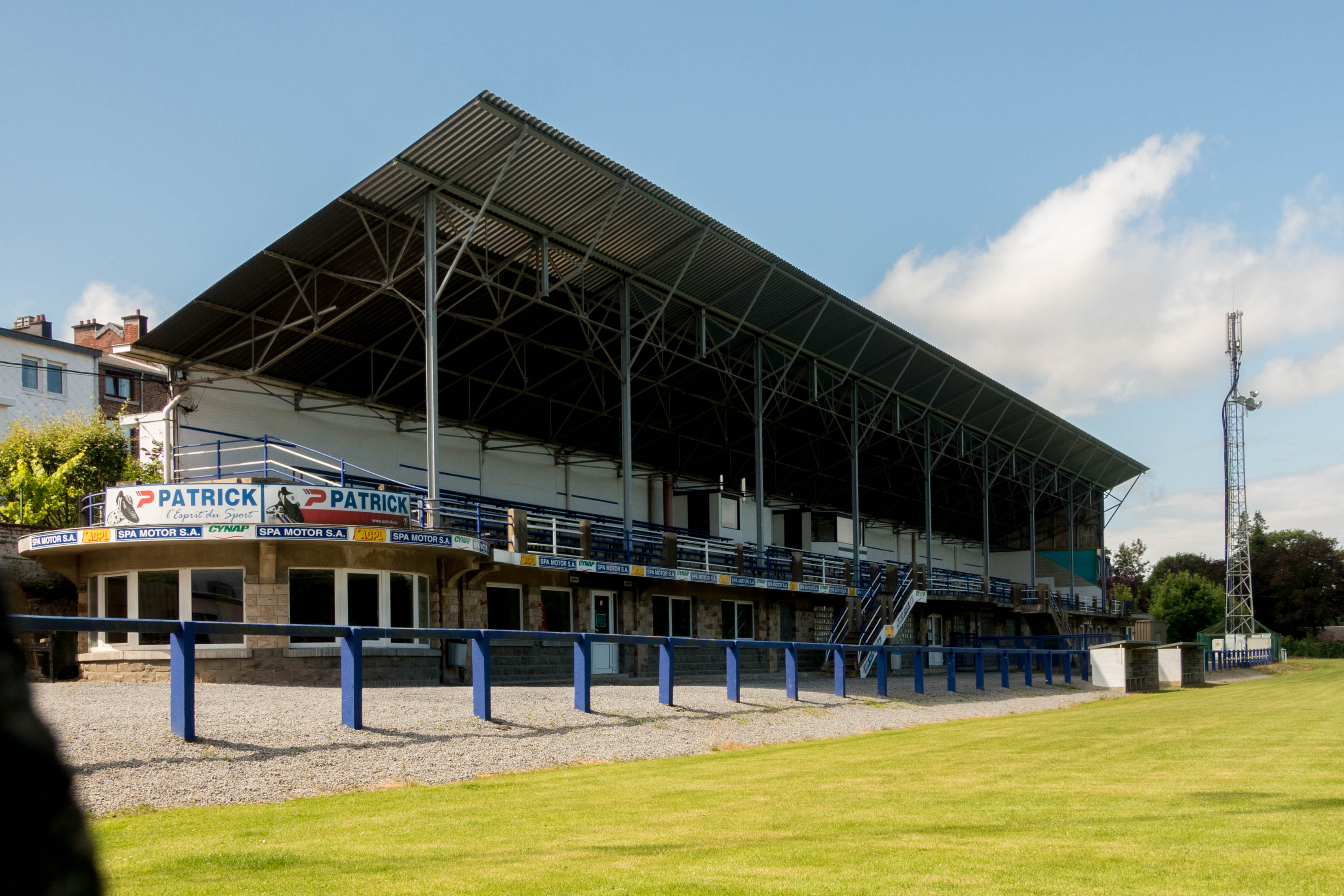
De tribune van het Stade de la Géronstère.

Royal Spa Football Club is een Belgische voetbalclub uit Spa. De club is aangesloten bij de KBVB met stamnummer 60 en heeft zwart en blauw als kleuren. Spa is een van de oudere clubs van het land, maar speelde het grootste stuk van zijn bestaan in de provinciale reeksen.

## Geschiedenis
Reeds in 1897 werd door jongeren uit Spa een voetbalclub opgericht, die zich twee jaar later aansloot bij de Belgische Voetbalbond. De huidige club werd opgericht op 8 mei 1914. In 1926 bereikte de club voor het eerste de nationale bevorderingsreeksen, in die tijd het pas ingevoerde derde niveau. Spa werd echter laatste in zijn reeks en degradeerde weer. Bij het 25-jarig bestaan in 1939 verkreeg de club het predicaat Koninklijk en de naam werd Royal Spa Football Club. In de oorlogsjaren bereikte Spa nog eens de nationale bevorderingsreeksen, maar na een seizoen zakte men in 1946 weer naar de provinciale reeksen.
In 1952 kon Spa nogmaals in de nationale bevorderinsgreeksen spelen, die vanaf dat jaar werden gevormd door de nieuw ingevoerde Vierde Klasse. Spa eindigde er allerlaatste in zijn reeks en zakte opnieuw. In 1965 steeg de club voor de vierde keer in haar bestaan naar de nationale reeksen. Spa werd er ditmaal voorlaatste en net als de vorige keren zakte men na amper een jaar weer naar de provinciale reeksen. Spa zou er de volgende decennia blijven spelen en zelfs wegzakken tot in Vierde Provinciale, het allerlaagste niveau.
In de tweede helft van de jaren 90, onder het voorzitterschap van Paul Mathy, slaagde de club er echter in een steile opmars te maken. In 1997 steeg Spa van Vierde naar Derde Provinciale. Twee jaar later, in 1999, steeg de club naar Tweede Provinciale. De promoties bleven elkaar nu opvolgen: in 2000 steeg Spa naar Eerste Provinciale en in 2001 dwong men er al een plaats af in de interprovinciale eindronde. Spa versloeg er KEG Gistel en KRC Boortmeerbeek en dwong zo voor de vijfde keer in haar geschiedenis promotie af naar de nationale reeksen. Ditmaal bleek het geen heen-en-terug. Spa werd in Vierde Klasse in 2002 meteen tweede en behaalde er een plaats in de eindronde. Daar versloeg het Eendracht Meldert en derdeklasser KAC Olen. In de finale bleek Sprimont Sportive te sterk, maar extra promotieplaatsen kwamen vrij. Een play-offwinst tegen FC Nieuwkerken bleek zelfs overbodig en Spa FC stootte voor het eerst in zijn bestaan door naar Derde Klasse. In amper zes jaar tijd was de club gestegen van Vierde Provinciale naar Derde Nationale, vijf niveaus hoger.
Derde Klasse werd het voorlopig eindpunt. Spa eindigde er zijn eerste seizoen nog als elfde, maar een laatste plaats in 2004 betekende degradatie naar Vierde Klasse. Twee jaar later eindigde Spa ook daar op een degradatieplaats. Na vijf jaar nationaal voetbal zakte de club zo in 2006 weer naar Eerste Provinciale. Spa FC pakte er echter meteen de kampioenstitel en keerde zo in 2007 terug in Vierde Klasse. In zijn derde seizoen strandde de club er weer op de laatste plaats en opnieuw zakte men naar Eerste Provinciale.
In 2011, op het eind van het eerste seizoen na de degradatie haalde Spa meteen al de interprovinciale eindronde, maar werd er uitgeschakeld door KVC Wingene. Spa bleef in Eerste Provinciale, waar men in 2013 uiteindelijk de titel pakte. Na drie seizoenen promoveerde men nogmaals naar de nationale reeksen.
Wat nadien volgde was minder fraai. Sportieve en financiële perikelen zorgden voor een relegatie naar de laagste provinciale reeks waar de club momenteel verblijft.

## Resultaten
| 1926/27                             |    |    |     | 14  |     |      |       |       |      | Bevordering B                                            | 11                                                       |                                                          |                                                          |                                                          |                                           |                                           |
| Provinciaal voetbal tot en met 1945 |    |    |     |     |     |      |       |       |      |                                                          |                                                          |                                                          |                                                          |                                                          |                                           |                                           |
| 1945/46                             |    |    |     | 16  |     |      |       |       |      | Bevordering D                                            | 16                                                       |                                                          |                                                          |                                                          |                                           |                                           |
| Provinciaal voetbal tot en met 1952 |    |    |     |     |     |      |       |       |      |                                                          |                                                          |                                                          |                                                          |                                                          |                                           |                                           |
|                                     | I  | II | III | IV  | P.I | P.II | P.III | P.II  | P.IV | Vanaf 1952/53 zijn er 4 nationale niveaus                | Vanaf 1952/53 zijn er 4 nationale niveaus                | Vanaf 1952/53 zijn er 4 nationale niveaus                | Vanaf 1952/53 zijn er 4 nationale niveaus                | Vanaf 1952/53 zijn er 4 nationale niveaus                | Vanaf 1952/53 zijn er 4 nationale niveaus | Vanaf 1952/53 zijn er 4 nationale niveaus |
| 1952/53                             |    |    |     |     | 16  |      |       |       |      | Vierde klasse C                                          | 16                                                       |                                                          |                                                          |                                                          |                                           |                                           |
| Provinciaal voetbal tot en met 1965 |    |    |     |     |     |      |       |       |      |                                                          |                                                          |                                                          |                                                          |                                                          |                                           |                                           |
| 1965/66                             |    |    |     |     | 14  |      |       |       |      | Vierde klasse B                                          | 15                                                       |                                                          |                                                          |                                                          |                                           |                                           |
| Provinciaal voetbal tot en met 2001 |    |    |     |     |     |      |       |       |      |                                                          |                                                          |                                                          |                                                          |                                                          |                                           |                                           |
| 2001/02                             |    |    |     |     | 2   |      |       |       |      | Vierde klasse D                                          | 60                                                       |                                                          |                                                          |                                                          |                                           |                                           |
| 2002/03                             |    |    |     | 11  |     |      |       |       |      | Derde klasse B                                           | 28                                                       |                                                          |                                                          |                                                          |                                           |                                           |
| 2003/04                             |    |    |     | 16  |     |      |       |       |      | Derde klasse B                                           | 27                                                       |                                                          |                                                          |                                                          |                                           |                                           |
| 2004/05                             |    |    |     |     | 7   |      |       |       |      | Vierde klasse D                                          | 46                                                       |                                                          |                                                          |                                                          |                                           |                                           |
| 2005/06                             |    |    |     |     | 15  |      |       |       |      | Vierde klasse D                                          | 25                                                       |                                                          |                                                          |                                                          |                                           |                                           |
| 2006/07                             |    |    |     |     |     | 1    |       |       |      | Eerste prov. Luik                                        | ?                                                        |                                                          |                                                          |                                                          |                                           |                                           |
| 2007/08                             |    |    |     |     | 11  |      |       |       |      | Vierde klasse D                                          | 37                                                       |                                                          |                                                          |                                                          |                                           |                                           |
| 2008/09                             |    |    |     |     | 9   |      |       |       |      | Vierde klasse D                                          | 37                                                       |                                                          |                                                          |                                                          |                                           |                                           |
| 2009/10                             |    |    |     |     | 16  |      |       |       |      | Vierde klasse C                                          | 12                                                       |                                                          |                                                          |                                                          |                                           |                                           |
| 2010/11                             |    |    |     |     |     | 2    |       |       |      | Eerste prov. Luik                                        | 63                                                       |                                                          |                                                          |                                                          |                                           |                                           |
| 2011/12                             |    |    |     |     |     | 9    |       |       |      | Eerste prov. Luik                                        | 43                                                       |                                                          |                                                          |                                                          |                                           |                                           |
| 2012/13                             |    |    |     |     |     | 1    |       |       |      | Eerste prov. Luik                                        | 63                                                       |                                                          |                                                          |                                                          |                                           |                                           |
| 2013/14                             |    |    |     |     | 15  |      |       |       |      | Vierde klasse D                                          | 25                                                       |                                                          |                                                          |                                                          |                                           |                                           |
| 2014/15                             |    |    |     |     |     | 16   |       |       |      | Eerste prov. Luik                                        | 0                                                        | Dubbele degradatie door financiële problemen             |                                                          |                                                          |                                           |                                           |
| 2015/16                             |    |    |     |     |     |      |       | 16    |      | Derde prov. Luik                                         | 9                                                        |                                                          |                                                          |                                                          |                                           |                                           |
|                                     | 1A | 1B | 1Am | 2Am | 3Am | P.I  | P.II  | P.III | P.IV | Vanaf 2016-17 zijn er 3 nationale en 2 regionale niveaus | Vanaf 2016-17 zijn er 3 nationale en 2 regionale niveaus | Vanaf 2016-17 zijn er 3 nationale en 2 regionale niveaus | Vanaf 2016-17 zijn er 3 nationale en 2 regionale niveaus | Vanaf 2016-17 zijn er 3 nationale en 2 regionale niveaus |                                           |                                           |
| 2016/17                             |    |    |     |     |     |      |       |       | 5    | Vierde prov. Luik                                        | 60                                                       |                                                          |                                                          |                                                          |                                           |                                           |
| 2017/18                             |    |    |     |     |     |      |       |       | ?    | Vierde prov. Luik                                        | ?                                                        |                                                          |                                                          |                                                          |                                           |                                           |
| 2018/19                             |    |    |     |     |     |      |       |       | 2    | Vierde prov. Luik                                        | 76                                                       |                                                          |                                                          |                                                          |                                           |                                           |
| 2019/20                             |    |    |     |     |     |      |       |       | 2    | Vierde prov. Luik                                        | 57                                                       |                                                          |                                                          |                                                          |                                           |                                           |
| 2020/21                             |    |    |     |     |     |      |       | -     |      | Derde prov. Luik                                         | -                                                        | Competitie stopgezet na speeldag 6 door COVID-19         |                                                          |                                                          |                                           |                                           |
| 2021/22                             |    |    |     |     |     |      |       | 7     |      | Derde prov. Luik                                         | 45                                                       |                                                          |                                                          |                                                          |                                           |                                           |
| 2022/23                             |    |    |     |     |     |      |       | 11    |      | Derde prov. Luik                                         | 35                                                       |                                                          |                                                          |                                                          |                                           |                                           |
| 2023/24                             |    |    |     |     |     |      |       | 15    |      | Derde prov. Luik D                                       | 23                                                       |                                                          |                                                          |                                                          |                                           |                                           |
| 2024/25                             |    |    |     |     |     |      |       |       | 3    | Vierde prov. Luik F                                      | 60                                                       |                                                          |                                                          |                                                          |                                           |                                           |
| 2025/26                             |    |    |     |     |     |      |       |       |      | Vierde prov. Luik F                                      |                                                          |                                                          |                                                          |                                                          |                                           |                                           |